# Jean-Claude Servais
Pour les articles homonymes, voir Servais (homonymie).
Jean-Claude Servais, également connu sous le nom Servais ou encore le pseudonyme Jicé, né le 22 septembre 1956 à Liège, est un auteur de bande dessinée belge francophone. 
Il est notamment connu pour sa série Tendre Violette, publiée depuis 1979 et qui lui a valu le Grand Prix Saint-Michel en 1982.

## Biographie

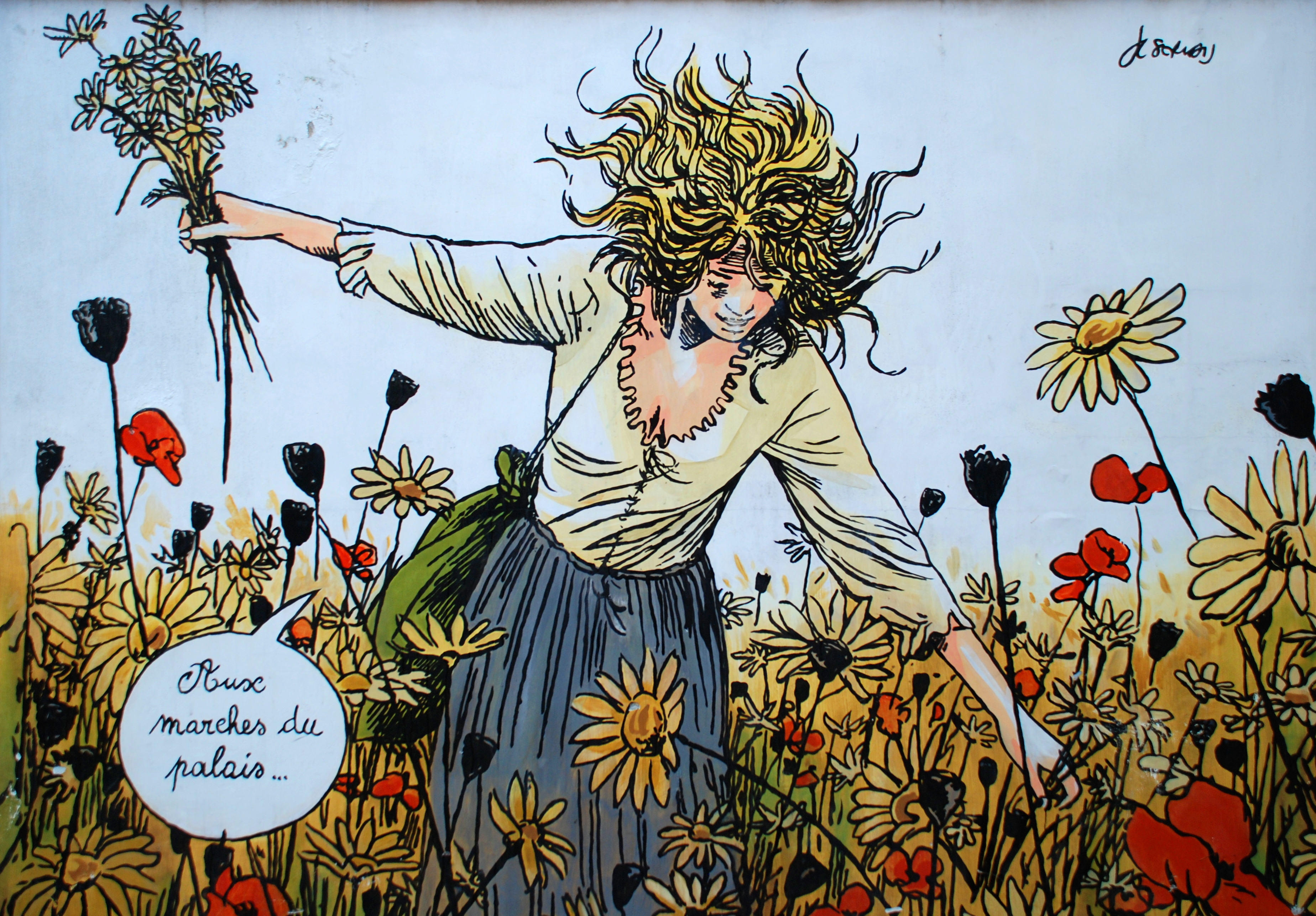
Fresque Tendre Violette à Louvain-la-Neuve.

Jean-Claude Servais naît le 22 septembre 1956 à Liège. Il effectue ses études à l'Institut Saint-Luc de Liège dans la section arts graphiques de 1974 à 1976. Dès 1975, sous le pseudonyme de Jicé, il publie ses premières planches dans la rubrique Carte blanche du journal Spirou. Il poursuit cette collaboration avec trois épisodes de Ronny Jackson, scénarisés par Jean-Marie Brouyère, puis prépare en 1977 deux Belles Histoires de l'Oncle Paul, signées cette fois Gil Verse et scénarisées par Octave Joly ; ces deux récits ne seront cependant pas publiés. En 1977, Jean-Claude Servais collabore aussi avec le Journal de Tintin. Il y conçoit une série d'histoires authentiques sur des scénarios de Bom et d'Yves Duval. En 1978, il illustre quelques pages dans le fanzine Oufti, avant d'accomplir son service militaire à Stockem.
Lorsqu'il fait la connaissance de Gérard Dewamme, il élabore avec lui la série Tendre Violette dont les premiers épisodes paraissent à partir de 1979 dans le mensuel (À suivre) édité par Casterman. Seul, il réalise l'album Iriacynthe, paru en 1982 et pour Tintin, se consacre à une série d'histoires sur les thèmes de la magie et de la sorcellerie, qui seront reprises dans l'album La Tchalette aux éditions du Lombard en 1982. En auteur complet et toujours pour Tintin, il livre le roman graphique Isabelle en 1983. Cette même année, il signe le Manifeste pour la culture wallonne.
La collaboration avec Gérard Dewamme est très fructueuse durant les années 1980 : outre les suites de Tendre Violette, Jean-Claude Servais conçoit avec lui Les Saisons de la Vie, trois ouvrages parus aux éditions du Lombard en 1985 et 1986 dont il assure l'illustration, et Les Voyages clos - Montagne Fleurie, un récit publié dans Circus en 1988.
En 1989, avec le chanteur Julos Beaucarne, Jean-Claude Servais entreprend une longue quête onirique intitulée L'Appel de madame la Baronne qui paraît uniquement en album chez Casterman, qui publie également, au début des années 1990, L'Almanach et La Petite Reine issus de récits publiés antérieurement dans la revue (À suivre).
En 1992 est réalisé Lova pour la collection « Aire libre » des éditions Dupuis. Chez Hélyode paraît  Pour l'amour de Guenièvre consacré au personnage de Merlin l'Enchanteur. En 1994, Servais publie Mémoire des arbres, une suite d'histoires en deux tomes où la nature est très présente. Il enrichit la collection « Aire libre » avec le roman graphique Bellem prenant pour cadre le château de Reinhardstein en 2022. L'année suivante, il sort dans les bacs des libraires le premier volet de La Faune symbolique : Renard Rusé publié aux éditions Dupuis. Il enchaîne avec le second volet Le Roi cerf au mois d'octobre suivant.
Dessinateur réaliste et sensible, dans la tradition des grands graveurs du XIXe siècle, Jean-Claude Servais est également un conteur. En douceur, il met en place son univers et parle de la campagne, du début du XXe siècle ou bien encore de sa région, la Gaume, située en Belgique, tout près du Luxembourg.

### Vie privée
Jean-Claude Servais habite à Jamoigne.

## Œuvre

### Albums de bande dessinée
- La Tchalette, Le Lombard, 1982,  (ISBN 2-8036-0008-0)Préface : Guy Denis.

- Isabelle, Le Lombard, 1984

- L'Almanach, Casterman, 1988 - Réédition en deux tomes en couleurs sous le titre Les Diaboliques[19], Casterman, 2006
- L'Appel de Madame la Baronne[5], Casterman, Tournai, septembre 1989
Scénario : Julos Beaucarne - Dessin : Jean-Claude Servais - Couleurs : noir et blanc -  (ISBN 2-203-34305-2)
- La Petite Reine, Casterman, 1992

- La Mémoire des arbres, Dupuis, coll. « Repérages »

1-2. La Hache et le Fusil, 2 tomes, 1994
- 3. Les Seins de café. Tome 1[21], Dupuis, coll. « Repérages », Marcinelle, octobre 1995
Scénario et dessin : Jean-Claude Servais - Couleurs : Raives -  (ISBN 2-8001-2221-8)
- 4. Les Seins de café. Tome 2, Dupuis, coll. « Repérages », Marcinelle, mai 1996
Scénario et dessin : Jean-Claude Servais - Couleurs : Raives -  (ISBN 2-8001-2317-6)

5-6. La Belle Coquetière, 2 tomes, 1997
7-8. La Lettre froissée, 2 tomes, 1999 - 2000,.
9. Isabelle, 2003,Réédition de l'album Le Lombard, coll. « Histoires et Légendes » paru en 1984. Préface : Julos Beaucarne.
10. La Tchalette, 2003 — Réédition de l'album Le Lombard, coll. « Histoires et Légendes », paru en 1982.
11-12. Le Tempérament de Marilou, 2 tomes, 2003 - 2004

#### Les Chemins de Compostelle
- 1. Petite Licorne[36],[37], Dupuis, Marcinelle, 17 octobre 2014
Scénario et dessin : Jean-Claude Servais - Couleurs : Raives -  (ISBN 978-2-8001-6124-2)
- 2. L'Ankou, le diable et la novice, Dupuis, Marcinelle, 9 octobre 2015
Scénario et dessin : Jean-Claude Servais - Couleurs : Raives -  (ISBN 978-2-8001-6359-8)
- 3. Notre-Dame, Dupuis, Marcinelle, 7 octobre 2016
Scénario et dessin : Jean-Claude Servais - Couleurs : Raives -  (ISBN 978-2-8001-6714-5)
- 4. Le Vampire de Bretagne, Dupuis, Marcinelle, 13 octobre 2017
Scénario et dessin : Jean-Claude Servais - Couleurs : Raives -  (ISBN 978-2-8001-7046-6)

- Le Chalet bleu, Dupuis, coll. « Aire libre », Marcinelle, 19 octobre 2018
Scénario et dessin : Jean-Claude Servais - Couleurs : Raives -  (ISBN 979-10-347-3140-4)
- Le Fils de l'ours[38], Dupuis, coll. « Aire libre », Marcinelle, 17 octobre 2019
Scénario et dessin : Jean-Claude Servais - Couleurs : Raives -  (ISBN 979-10-347-3724-6)

#### Le Loup m'a dit
- 1. Première partie[39],[40], Dupuis, coll. « Aire libre », Marcinelle, 23 octobre 2020
Scénario et dessin : Jean-Claude Servais - Couleurs : Raives -  (ISBN 979-10-347-4790-0)
- 2. Seconde partie[41], Dupuis, coll. « Aire libre », Marcinelle, 1 octobre 2021
Scénario et dessin : Jean-Claude Servais - Couleurs : Raives -  (ISBN 979-10-347-5339-0),Dossier de 8 pages en fin d'album.

#### La Faune symbolique
- 1. Renard rusé[7],[44], Dupuis, Marcinelle, 13 octobre 2023
Scénario et dessin : Jean-Claude Servais - Couleurs : Raives -  (ISBN 978-2-8085-0273-3-)
- 2. Le Roi cerf[45], Dupuis, Marcinelle, 11 octobre 2024
Scénario et dessin : Jean-Claude Servais - Couleurs : Raives -  (ISBN 978-2-8085-0516-1)

### Illustration de livres jeunesse
Il illustre aussi quatre livres jeunesse du Gaumais d'adoption Frank Andriat.
- Au bout du monde[57], de Frank Andriat, ill. Jean-Claude Servais, Ottignies, Quorum, 1995  (ISBN 2-930014-52-0)
- Gaume, de Frank Andriat, ill. Jean-Claude Servais, Bruxelles, Memor, 2000  (ISBN 2-930133-45-7),réédition avec illustration de couverture différente, Genèse Édition, 2020  (ISBN 979-10-94689-69-1).
- Tout près de moi, de Frank Andriat, ill. Jean-Claude Servais, Bruxelles, Bernard Gilson Éditeur, 2008  (ISBN 978-2872-6918-07)
- Les Mardis d’Averell Dubois[58], de Frank Andriat, ill. Jean-Claude Servais, Paris-Bruxelles, Genèse éditions, 2020  (ISBN 9791094689684).

### Catalogues d'expositions
- Jean-Claude Servais - Au-delà du trait[59], Éditions du Musée en Piconrue, octobre 2019
Scénario : Thierry Bellefroid, Dominique Billion, Luc Courtois, Sylvie Delviesmaison, Marc Lamboray, Chris Paulis, Albert Moxhet, Jean-Luc Duvivier de Fortemps - Dessin : Jean-Claude Servais - Couleurs : Raives -  (ISBN 978-2-930875-05-7)Catalogue de l'exposition Jean-Claude Servais - Au-delà du trait au Musée de la Grande Ardenne (Piconrue) à Bastogne du 12 octobre 2019 au 18 avril 2021. Préface : Thierry Bellefroid

## Réception

### Distinctions
- Officier du Mérite wallon (O.M.W.) 2018.

### Récompenses
- 1982 :  Grand prix Saint-Michel pour Tendre Violette[60] ;
- 2010 :  Grand prix Diagonale du jury pour l'ensemble de son œuvre[61].
- 2011 :  prix Scam Belgique (Société civile des auteurs multimédia, Belgique), catégorie Texte et image [62] ;

### Reconnaissance
Un parcours Servais relie Florenville à Jamoigne. Ce parcours pédestre de neuf kilomètres est notamment orné de la sculpture en bronze Tendre Violette, réalisée par Francis Darras en octobre 2006. La promenade est jalonnée de dessins de Jean-Claude Servais qui viennent illustrer des panneaux didactiques sur les espèces d’oiseaux locales. Deux nouvelles fresques inaugurées le 11 septembre 2016 viennent rejoindre le parcours Servais réalisées par l’artiste Yves Piedboeuf, en étroite collaboration avec Servais, et sont composées de deux tableaux monumentaux au château du Faing.

#### Livres
: document utilisé comme source pour la rédaction de cet article.
- Jean-Louis Lechat, Un demi-siècle d’aventures t. 2 : 1970 - 1996, Bruxelles, Le Lombard, 5 décembre 1996, 224 p., ill. ; 31 cm (ISBN 280361233X, OCLC 37995939, BNF 37539082, présentation en ligne), p. 79, 106. .
- Jacques Fiérain, « Servais, Jean-Claude », dans La BD dans les provinces de Liège, Namur et Luxembourg, Charleroi, Éd. l'Âge d'or, 2004, 112 p., ill. ; 31 cm (ISBN 9782960019698, OCLC 470388297, présentation en ligne), p. 94.
- Patrick Gaumer, « Servais, Jean-Claude », dans Dictionnaire mondial de la BD, Paris, Larousse, 2010, 953 p., ill. ; 27 cm (ISBN 978-2-0358-4331-9 et 2-0358-4331-6, OCLC 920924930, présentation en ligne), p. 769. .
- Servais et Dewamme, Parfums de violette, Centre Wallonie-Bruxelles, 1997. Catalogue d'exposition.

#### Périodiques
- Jean-Claude Servais (interviewé par Serge Buch), « Rencontre avec Jean-Claude Servais », Sapristi !, AEMEGBD, no 47,‎ hiver 2000-2001, p. 5-37 (ISSN 0768-9357)
- Jean-Pierre Fuéri, « La Galerie des illustres », Spirou, Dupuis, no 3721,‎ 5 août 2009.
- Jean-Claude Servais (interviewé par Éric Adam), « Jean-Claude Servais : Un poète du rural », dBD, no 169,‎ décembre 2022, p. 38-43 (ISSN 1951-4050).

#### Articles
- Véronique Dalmaz, « Jean-Claude Servais prend "Les chemins de Compostelle" en BD », France Info,‎ 7 octobre 2016 (lire en ligne, consulté le 25 janvier 2023).
- Jean-Claude Servais (interviewé), « Jean-Claude Servais : «Ambre fait le lien entre le loup et l’humanité» », Le Soir,‎ 15 novembre 2020 (lire en ligne , consulté le 30 décembre 2024).
- Benoît Franchimont, « Jean-Claude Servais, parrain du parc », Le Soir,‎ 6 juillet 2023 (lire en ligne , consulté le 4 avril 2024).

### Podcasts
- Émission numéro 12 Jean-Claude Servais émission Eclectrique présentée par Romain Pierre Giergen, sur 48FM via Mixcloud, 2017, (17 min 1 s).

### Émissions de télévision
- Kaboom ! - Tome #29 – Sur les traces de Jean-Claude Servais sur RTL-TVI, présentation : Thibaut Fontenoy - réalisation : Patrice Gautot - production : Bangarang (13 min 56 s), 30 septembre 2016 Voir en ligne.
- L'invité de la rédaction : Jean-Claude Servais nous parle du Roi Cerf sur TV Lux, présentation : Frédéric Feller (21 min 26 s), 21 novembre 2024 Voir en ligne.

### Vidéographie
- [vidéo] « Servais interview "Liège, terre de BD", festival international de la BD de Liège, 24e édition (2017) », sur YouTube
- Le Roi Cerf, le nouvel album de Jean-Claude Servais sur L'Avenir (2 min 41 s), 25 octobre 2024 Voir en ligne.